# Quero (Itália)
Quero é uma comuna italiana da região do Vêneto, província de Belluno, com cerca de 2.311 habitantes. Estende-se por uma área de 28 km², tendo uma densidade populacional de 83 hab/km². Faz fronteira com Alano di Piave, Feltre, Segusino (TV), Seren del Grappa, Vas.

## Demografia
| Variação demográfica do município entre 1900 e 2011                               |
|                                                                                   |
| Fonte: Istituto Nazionale di Statistica (ISTAT) - Elaboração gráfica da Wikipedia |